# مستشفى الدمام المركزي
مستشفى الدمام المركزي يقع في مدينة الدمام بالمنطقة الشرقية من المملكة العربية السعودية
وبالتحديد عند تقاطع شارع الملك خالد بن عبد العزيز مع شارع 28
تم افتتاح المستشفى عام 1384هـ بسعة خمسن سرير وسبع عيادات خارجية وتوالت عليه التوسعات حتى تم مؤخرا افتتاح البرج الطبي وبلغ عدد الأسرّة 400 سرير
كما تم إنشاء في حرم المستشفى مركز كانو لأمراض الكلى ومركز سعود البابطين لطب وجراحة القلب ومركز السكر و العيون و الغدد الصماء ومركز العلاج الطبيعي و الأسنان ومركز الدرن ومبنى الأشعة.